# タネツ
タネツ(マケドニア語: Танец, ラテン文字転写: Tanec)は、マケドニア共和国の首都スコピエに本拠を置く、民俗音楽・舞踊団である。

## 沿革
民俗音楽・舞踊団タネツ(The Tanec Ensemble of folklore dances and songs of Macedonia)は、マケドニア共和国政府によって、マケドニアのフォークロアの民謡、民俗舞踊、民俗楽器、民俗衣装などを収集することを目的に1949年に設立された。現在の名称「Ансамбл за народни игри и песни на Македонија „Танец“(ラテン文字転写 : Ansambl za narodni igri i pesni na Makedonija "Tanec")」は1953年6月2日以降の名称である。
数十年にわたり、旧ユーゴスラビア中に加え、米国、カナダ、オーストラリア、日本、旧ソ連・ロシア、フランス、ベルギー、ドイツ、スイス、イタリア、ギリシャ、トルコ、クウェート、イスラエル、エジプト、ナイジェリア、マリ、セネガル、ザイールなど世界各国で3500回を超える公演や祭典への参加を行っている。

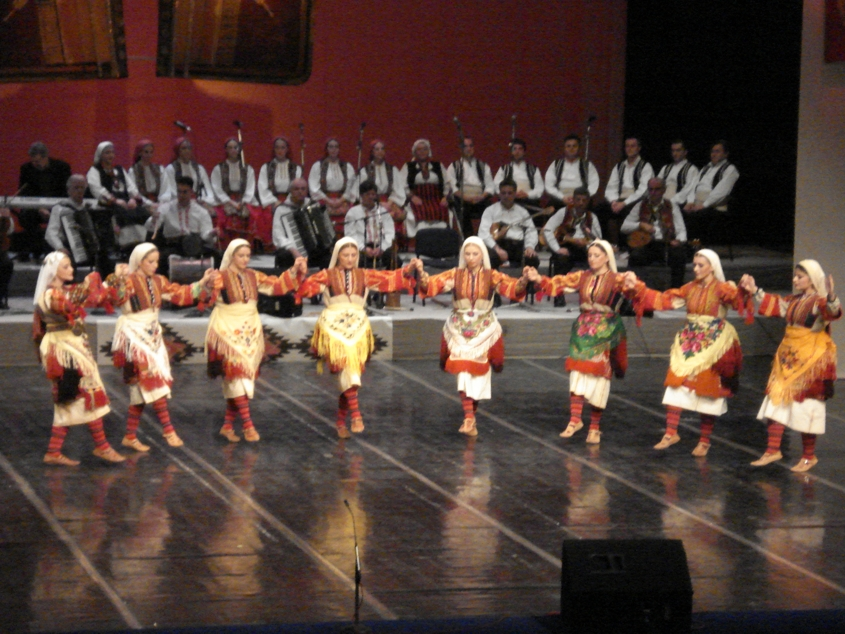
タネツのステージ

## Tanec のステージ・ビデオ
- , Vodarki, 2006年07月21日公開, 2018年12月18日閲覧
- , ガリチニック（英語版）の テシュコト（マケドニア語版）, 2006年10月17日公開, 2018年12月18日閲覧
- , オソゴヴォ（英語版）の オソゴヴカ（英語版、マケドニア語版）, 2006年07月24日公開, 2018年12月18日閲覧

## 著名な所属アーティスト
過去の所属メンバを含む。
- Pece Atanasovski（マケドニア語版）
- Vaska Ilieva（マケドニア語版）
- Marko Kolovski（マケドニア語版）
- Petranka Kostadinova（マケドニア語版）
- Trajko Prokopiev（マケドニア語版）
- Aleksandar Sarievski（マケドニア語版）
- Jivko Farfov（マケドニア語版）
- Jonce Hristovski（マケドニア語版）